# Norwegische Fußballnationalmannschaft (U-21-Männer)
Die norwegische U-21-Fußballnationalmannschaft ist eine Auswahlmannschaft norwegischer Fußballspieler. Sie unterliegt dem Norwegischen Fußball-Verband und repräsentiert ihn international auf U-21-Ebene, etwa in Freundschaftsspielen gegen die Auswahlmannschaften anderer nationaler Verbände oder bei Europameisterschaften des Kontinentalverbandes UEFA.
Spielberechtigt sind Spieler, die ihr 21. Lebensjahr noch nicht vollendet haben und die norwegische Staatsangehörigkeit besitzen. Bei Turnieren ist das Alter beim ersten Qualifikationsspiel bzw. am 1. Januar des in den Turnierregeln genannten Jahres maßgeblich. So dürfen für die 2011 begonnene Qualifikation zur EM 2013 Spieler eingesetzt werden, die am oder nach dem 1. Januar 1990 geboren wurden.

## Turnierbilanzen bei U-21-Europameisterschaften
| Jahr | Gastgeberland        | Teilnahme bis …    | Letzter Gegner | Ergebnis |
| ---- | -------------------- | ------------------ | -------------- | -------- |
| 1978 |                      | nicht qualifiziert | –              | –        |
| 1980 |                      | nicht qualifiziert | –              | –        |
| 1982 |                      | nicht qualifiziert | –              | –        |
| 1984 |                      | nicht qualifiziert | –              | –        |
| 1986 |                      | nicht qualifiziert | –              | –        |
| 1988 |                      | nicht qualifiziert | –              | –        |
| 1990 |                      | nicht qualifiziert | –              | –        |
| 1992 |                      | nicht qualifiziert | –              | –        |
| 1994 | Frankreich           | nicht qualifiziert | –              | –        |
| 1996 | Spanien              | nicht qualifiziert | –              | –        |
| 1998 | Rumänien             | Spiel um Platz 3   | Niederlande    | 3. Platz |
| 2000 | Slowakei             | nicht qualifiziert | –              | –        |
| 2002 | Schweiz              | nicht qualifiziert | –              | –        |
| 2004 | Deutschland          | nicht qualifiziert | –              | –        |
| 2006 | Portugal             | nicht qualifiziert | –              | –        |
| 2007 | Niederlande          | nicht qualifiziert | –              | –        |
| 2009 | Schweden             | nicht qualifiziert | –              | –        |
| 2011 | Dänemark             | nicht qualifiziert | –              | –        |
| 2013 | Israel               | Halbfinale         | Spanien        | –        |
| 2015 | Tschechien           | nicht qualifiziert | –              | –        |
| 2017 | Polen                | nicht qualifiziert | –              | –        |
| 2019 | Italien / San Marino | nicht qualifiziert | –              | –        |
| 2021 | Slowenien / Ungarn   | nicht qualifiziert | –              | –        |

Anmerkungen:
1. ↑  Zwischen 1978 und 1992 fanden die Endrunden der U-21-Europameisterschaft nicht in einem Gastgeberland statt, sondern wurden durch Hin- und Rückspiele in den jeweiligen teilnehmenden Nationen ausgetragen.

## Endrundenkader

### EM 1998 in Rumänien
| U-21 EM-1998 | - Torhüter: Espen Baardsen, Terje Skjeldestad - Verteidiger: Odd Arne Espevoll, Knut Henry Haraldsen, Vegard Heggem, Jon Inge Høiland, Frode Kippe, Hai Ngoc Tran, Steinar Pedersen, Tommy Stenersen - Mittelfeldspieler: Trond Andersen, Eirik Bakke, Karl Oskar Fjørtoft, Rune Hagen, Daniel Berg Hestad , Bjarte Lunde Aarsheim - Stürmer: Thorstein Helstad, Steffen Iversen, Erik Nevland, Andreas Lund, - Trainer: Nils Johan Semb |

### EM 2013 in Israel
| U-21 EM-2013 | - Torhüter: Ørjan Nyland, Arild Østbø, Gudmund Kongshavn - Verteidiger: Martin Linnes, Thomas Rogne, Stefan Strandberg , Vegar Eggen Hedenstad, Omar Elabdellaoui, Fredrik Semb Berge - Mittelfeldspieler: Harmeet Singh, Markus Henriksen, Håvard Nordtveit, Anders Konradsen, Magnus Wolff Eikrem, Stefan Johansen, Abdisalam Ibrahim, Valon Berisha - Stürmer: Jo Inge Berget, Marcus Pedersen, Håvard Nielsen, Flamur Kastrati, Joshua King, Yann-Erik de Lanlay - Trainer: Tor Ole Skullerud |

## Trainer

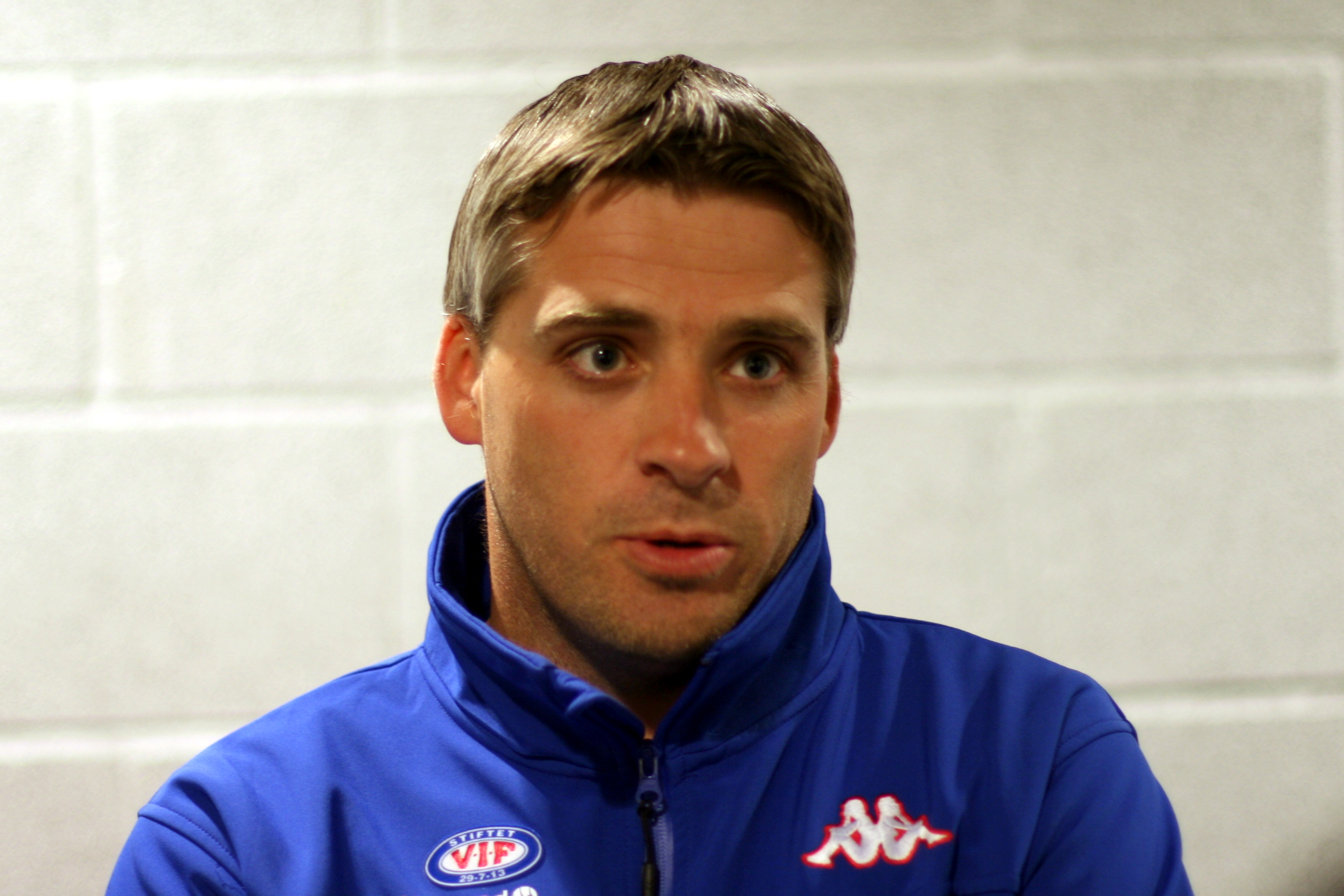
Tor Ole Skullerud, ehemaliger norwegischer U-21-Nationaltrainer

| Nr. | Name               | Zeit | Zeit  |
| Nr. | Name               | von  | bis   |
| --- | ------------------ | ---- | ----- |
| 1   | Nils Arne Eggen    | 1973 | 1974  |
| 2   | Egil Olsen         | 1979 | 1990  |
| 3   | Benny Lennartsson  | 1990 | 1991  |
| 4   | Nils Johan Semb    | 1992 | 1998  |
| 5   | Per-Mathias Høgmo  | 2000 | 2003  |
| 6   | Hallvar Thoresen   | 2003 | 2006  |
| 7   | Øystein Gåre       | 2006 | 2010  |
| 8   | Tor Ole Skullerud  | 2010 |       |
| 9   | Per Joar Hansen    | 2011 | 2013  |
| 10  | Tor Ole Skullerud  | 2013 |       |
| 11  | Trond Nordsteien   | 2013 | 2014  |
| 12  | Leif Gunnar Smerud | 2014 | Aktiv |

## Rekordspieler und -torschützen
| Spiele                | Spieler                  | Geburtsdatum | Debüt      |
| --------------------- | ------------------------ | ------------ | ---------- |
| 41                    | Tommy Svindal Larsen     | 11.08.1973   | 01.03.1991 |
| 38                    | Hai Ngoc Tran            | 10.01.1975   | 19.04.1994 |
| 36                    | Harmeet Singh            | 12.11.1990   | 23.11.2008 |
| 35                    | Petter Rudi              | 17.09.1973   | 08.01.1992 |
| 35                    | Trond Fredrik Ludvigsen  | 22.06.1982   | 31.05.2000 |
| 34                    | Christian Flittie Onstad | 09.05.1984   | 22.02.2000 |
| 33                    | Azar Karadaş             | 09.08.1981   | 12.11.2003 |
| 33                    | Steinar Pedersen         | 06.06.1976   | 01.06.1994 |
| 32                    | Thomas Holm              | 19.02.1981   | 31.05.2000 |
| 32                    | Trond Erik Bertelsen     | 05.06.1984   | 10.10.2003 |
| Stand: 14. April 2017 |                          |              |            |

| Tore                  | Spieler                 | Geburtsdatum | Spiele |
| --------------------- | ----------------------- | ------------ | ------ |
| 16                    | Trond Fredrik Ludvigsen | 22.06.1982   | 35     |
| 15                    | Tore Andre Flo          | 15.06.1973   | 28     |
| 14                    | Steffen Iversen         | 10.11.1976   | 19     |
| 13                    | Ole Gunnar Solskjær     | 26.02.1973   | 19     |
| 12                    | Azar Karadaş            | 09.08.1981   | 33     |
| 12                    | Daniel Berg Hestad      | 30.06.1975   | 27     |
| 12                    | Frank Strandli          | 16.05.1972   | 26     |
| 11                    | Tommy Svindal Larsen    | 11.08.1973   | 41     |
| 10                    | John Carew              | 05.09.1979   | 19     |
| 10                    | Morten Gamst Pedersen   | 08.09.1981   | 18     |
| Stand: 14. April 2017 |                         |              |        |